# Fauna Hodel
Pour les articles homonymes, voir Hodel.
Œuvres principales
One Day She'll Darken: The Mysterious Beginnings of Fauna Hodel
Fauna Hodel (1er août 1951 - 13 septembre 2017) est une auteure et conférencière américaine. Elle a écrit ses mémoires One Day She'll Darken: The Mysterious Beginnings of Fauna Hodel (en).

## Jeunesse
Née le 1er août 1951 à San Francisco, Fauna Hodel est la première enfant de Tamar Hodel, à l'époque âgée de 16 ans, elle-même la propre fille de George Hodel (en) médecin et mondain de Los Angeles, soupçonné du meurtre d'Elizabeth Short dans l'affaire du Dahlia Noir. Le père biologique de Fauna étant inconnu, Tamar la fit adopter. Le père de Fauna étant mentionné comme «nègre inconnu» sur son acte de naissance, elle grandit dans une famille afro-américaine à Reno, dans le Nevada. Fauna est élevée par Jimmie Lee Greenwade (future Faison) et reçoit le nouveau nom de Patricia Ann Greenwade. Elle passe ses premières années, 
pendant le mouvement des droits civiques, ne connaissant ni son vrai nom ni sa filiation,. 
Ce n'est que plus tard que Fauna découvre ses origines, ainsi que son lien avec le procès controversé de George Hodel en 1949 pour inceste, à la suite d'accusations de Tamar Hodel ; ainsi que l'implication possible de George Hodel dans l'affaire du Dahlia Noir.

## Carrière
Son point de vue unique sur l’adoption, les relations interraciales et l’histoire de sa famille l’ont amenée à écrire en 1991 le scénario du film Pretty Hattie's Baby, qui n'est jamais sorti, réalisé par Ivan Passer et interprété par Alfre Woodard,. Hodel a également été productrice exécutive et consultante de création du film. 
Les Mémoires de Fauna Hodel One Day She'll Darken: The Mysterious Beginnings of Fauna Hodell (écrit avec JR Briamonte) ont été publiés par Outskirts Press en 2008 puis republiées en 2019 par Graymalkin Media, comprenant un encart photo de huit pages issues de la collection personnelle de Fauna Hodel. Le livre a inspiré I Am The Night, une série télévisée de six épisodes avec Chris Pine et India Eisley, réalisée par Patty Jenkins. La série a été diffusée pour la première fois sur la chaîne américaine TNT le 28 janvier 2019. 
Hodel a passé la majeure partie des années 2000 travaillant comme conférencière et motivatrice, parlant de l'égalité raciale et des droits de l'homme.

## Vie privée
Hodel épouse William Sharp le 12 mai 1975 à Reno, dans le Nevada. Le couple a divorcé en mai 1977 à San Diego, en Californie. Fauna Hodel a eu deux enfants, Yvette Gentile et Rasha Pecoraro. Gentile et Pecoraro produisent un podcast, Root of Evil, qui décrit plus en détail le livre, l’adaptation de la mini-série et leur histoire familiale,. 

## Mort
Fauna Hodel est morte d'un cancer du sein à l'âge de 66 ans le 30 septembre 2017. Son corps a été incinéré à Seattle, dans l'État de Washington. 

## Filmographie
- I Am the Night, série télévisée 2019 : scénariste, coproductrice